# St. Michael (Kirchstetten)

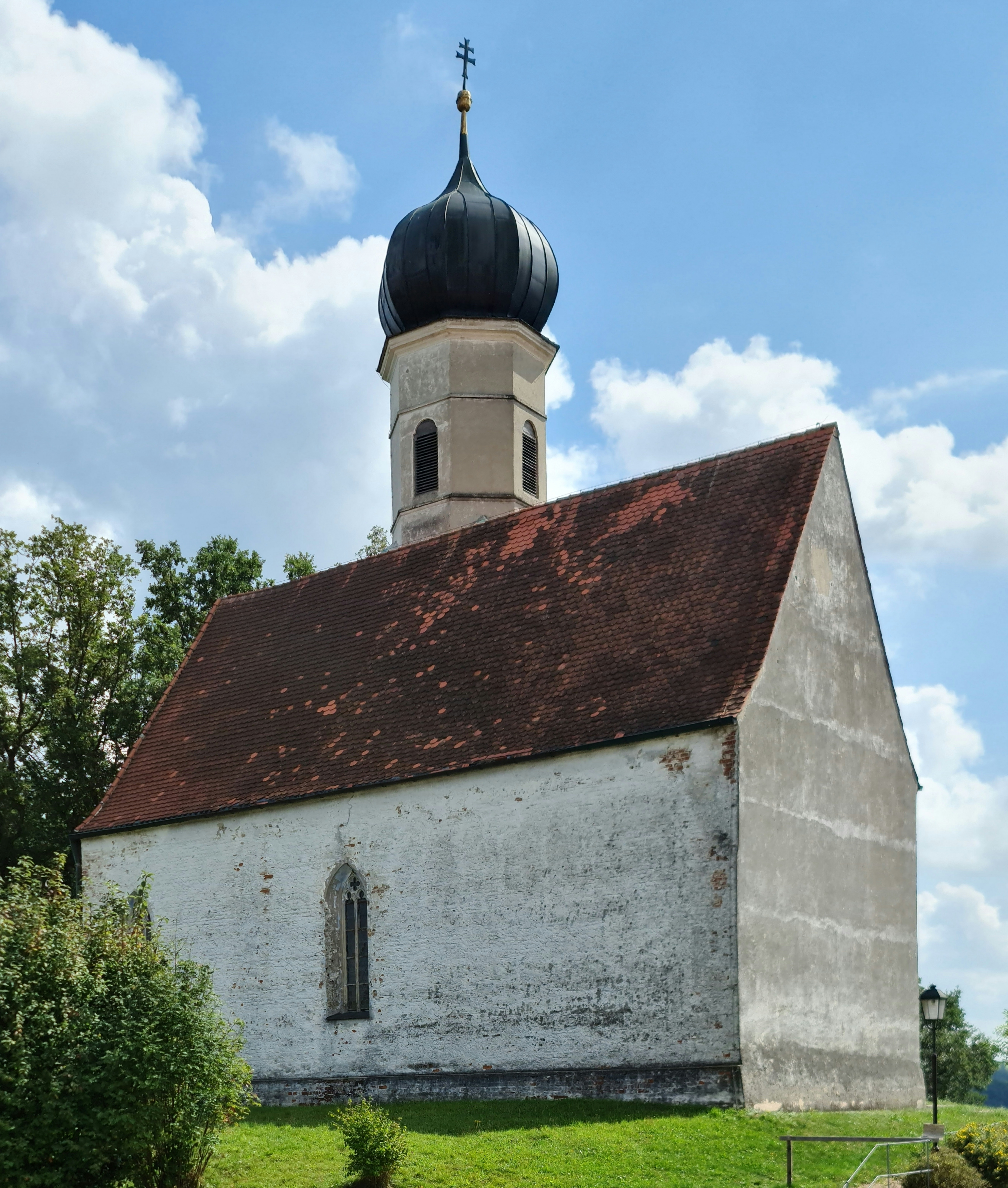
St. Michael in Kirchstetten

Innenraum mit Blick zum Chor

St. Michael ist die römisch-katholische Filialkirche in Kirchstetten, einem Gemeindeteil der Stadt Dorfen im oberbayerischen Landkreis Erding. Sie steht unter Denkmalschutz und wird in der Liste der Baudenkmäler in Dorfen als Baudenkmal unter der Nr. D-1-77-115-67 geführt. Die Kirche gehört zum Pfarrverband Buchbach im Dekanat Mühldorf des Erzbistums München und Freising.

## Beschreibung
Die spätgotische Saalkirche wurde in der zweiten Hälfte des 15. Jahrhunderts erbaut. Sie besteht aus dem Langhaus, dem Chor mit Fünfachtelschluss im Osten und dem Chorflankenturm an der Südwand des Chors. Der Turm wurde in der zweiten Hälfte des 17. Jahrhunderts mit achteckigen Geschossen aufgestockt und mit einer Zwiebelhaube bedeckt.
Der Innenraum ist mit einem Netzrippengewölbe überspannt. Der Hochaltar wurde 1669 aufgestellt, auf ihm steht im Zentrum eine große Statue des Erzengels Michael aus der gleichen Zeit, flankiert von den Apostelfürsten Petrus und Paulus an den Außenseiten. Auf dem linken Seitenaltar steht eine Kopie des Gnadenbilds der Wallfahrtskirche der Madonna del Sangue in Re (Valle Vigezzo, Piemont), wie der Inschrift auf dem Bild zu entnehmen ist. Des Weiteren befindet sich im Kirchenraum ein Schutzmantelmadonna-Gemälde.